# Solenia
Solenia is een geslacht in de orde Agaricales. De typesoort is Solenia candida. De familie is nog niet met zekerheid bepaald (incertae sedis).

## Soorten
Volgens Index Fungorum telt het geslacht negen soorten (peildatum januari 2023): 
| Soortnaam             | Auteur(s)           | Publicatiejaar |
| --------------------- | ------------------- | -------------- |
| Solenia andropogonis  | W.B. Cooke          | 1961           |
| Solenia australiensis | W.B. Cooke          | 1961           |
| Solenia canadensis    | W.B. Cooke          | 1961           |
| Solenia hakgallae     | W.B. Cooke          | 1961           |
| Solenia navispora     | Rick                | 1960           |
| Solenia rickiana      | W.B. Cooke          | 1961           |
| Solenia sphaerospora  | Ellis ex W.B. Cooke | 1961           |
| Solenia subnivea      | W.B. Cooke          | 1961           |
| Solenia subvillosa    | W.B. Cooke          | 1961           |